# Neophylax albipunctatus
Neophylax albipunctatus är en nattsländeart som först beskrevs av Martynov 1930.  Neophylax albipunctatus ingår i släktet Neophylax och familjen Uenoidae. Inga underarter finns listade i Catalogue of Life.